# Madeleine Collinson
Madeleine Collinson, née le 22 juillet 1952 et morte le 14 août 2014 à Msida, est un modèle et une actrice britannico-maltaise. Elle a été choisie avec sa sœur jumelle Mary Collinson par Playboy comme playmate d'octobre 1970, à l'âge de 18 ans. Elles ont été les deux premières playmates jumelles, posant ensemble sur les photos et notamment sur le dépliant central.

## Biographie
Madeleine Collinson s'est mariée à un officier britannique de la Royal Air Force avec lequel elle a eu trois enfants. Plus tard, elle a déménagé à Malte où elle s'est impliquée dans des activités culturelles et éducatives. Durant ses dernières années de vie, Madeleine Collinson a vécu à San Ġwann. Elle est morte à l'Hôpital Mater Dei à Msida le 14 août 2014, après plusieurs mois de maladie, aux côtés de sa sœur jumelle Mary,.

## Carrière
Les jumelles Collinson sont arrivées au Royaume-Uni en avril 1969. Avant leur apparition dans Playboy, l'une des premières personnes à les repérer est le photographe et réalisateur érotique Harrison Marques qui leur a donné le rôle de femme de ménage dans son court-métrage érotique À mi-chemin d'Inn. Le film, tourné pour le marché du 8mm, a été réalisé entre avril 1969, date de leur arrivée au Royaume-Uni, et juillet 1970. C'est à cette date qu'une photo du film a été utilisée dans une annonce parue dans le numéro de juillet 1970 du magazine Continental Film Review.
Les deux sœurs ont alors commencé une carrière d'actrice, principalement dans des films de série B.

## Filmographie

### Cinéma
- 1969 : Certains l'aiment sexy (Some Like it Sexy) : Une jumelle en robe noire
- 1970 : Permissive : Une groupie
- 1970 : Les demi-sels de la perversion (Groupie Girl) : Une jumelle groupie
- 1971 : Elle va vous suivre partout (She'll Follow You Anywhere) : Martha
- 1971 : La Machine de l'amour (Love Machine) : Sandy
- 1971 : Les Sévices de Dracula (Twins of Evil) : Frieda Gellhorn

## Apparitions télévisuelles notables
- 1970 : The Tonight Show avec Johnny Carson